# Municipio de Butler (condado de Franklin)
El municipio de Butler (en inglés: Butler Township) es un municipio ubicado en el condado de Franklin en el estado estadounidense de Indiana. En el año 2010 tenía una población de 1318 habitantes y una densidad poblacional de 16,76 personas por km².

## Geografía
El municipio de Butler se encuentra ubicado en las coordenadas 39°21′24″N 85°8′11″O / 39.35667, -85.13639. Según la Oficina del Censo de los Estados Unidos, el municipio tiene una superficie total de 78.64 km², de la cual 78,42 km² corresponden a tierra firme y (0,28 %) 0,22 km² es agua.

## Demografía
Según el censo de 2010, había 1318 personas residiendo en el municipio de Butler. La densidad de población era de 16,76 hab./km². De los 1318 habitantes, el municipio de Butler estaba compuesto por el 98,33 % blancos, el 0,08 % eran asiáticos, el 0,3 % eran de otras razas y el 1,29 % eran de una mezcla de razas. Del total de la población el 0,53 % eran hispanos o latinos de cualquier raza.